# Marcantonio Bentegodi
Marcantonio Bentegodi  (1818. április 25. – 1873 augusztus 9.) olasz sportmenedzser Verona sportjának támogatója.

## Élete
Bentegodi a 19. században Verona tisztviselője volt és támogatta a város sportéletét. Mecénásként jövedelme negyedét a sport fejlesztésére ajánlotta. Egy sportakadémiát alapított, ahol a fiatalok testedzését kívánta segíteni különböző sportágakban ilyenek például az atlétika, a torna, a vívás, a súlyemelés, az úszás és a vízilabda. Tiszteletére a Marcantonio Bentegodi Stadion viseli nevét, valamint egy utcát és egy általános iskolát is elneveztek róla Veronában.

## Fordítás
- Ez a szócikk részben vagy egészben  a   Marcantonio Bentegodi című olasz Wikipédia-szócikk ezen változatának fordításán alapul.  Az eredeti cikk szerkesztőit annak laptörténete sorolja fel. Ez a jelzés csupán a megfogalmazás eredetét és a szerzői jogokat jelzi, nem szolgál a cikkben szereplő információk forrásmegjelöléseként.

## Külső hivatkozások
- Stadio Marc’Antonio Bentegodi (angol nyelven). The Offside Travel. [2012. július 10-i dátummal az eredetiből archiválva]. (Hozzáférés: 2011. március 6.)